# Joachim Rücker
Pour les articles homonymes, voir Rucker.
Joachim Rücker, né le 30 mai 1951 à Schwäbisch Hall (Bade-Wurtemberg) est un diplomate allemand. De septembre 2006 à juin 2008 il a été représentant spécial du secrétaire général des Nations unies pour le Kosovo et chef de la MINUK au Kosovo. En novembre 2008 il a été nommé ambassadeur de la République fédérale d'Allemagne en Suède. En janvier 2015 il est désigné président du Conseil des droits de l'homme des Nations unies où il est le premier Allemand à remplir cette fonction.